# 23
23 — невисокосний рік, що почався в неділю за григоріанським календарем.

## Події
- Гай Юлій Цезар Октавіан Август (водинадцяте) і Авл Теренцій Варрон Мурена — консули Римської імперії, консули-суффекти — Луцій Сесцій Альбаніан Квіринал і Гней Кальпурній Пізон.
- 1 серпня — Римський полководець Юлій Цезар Друз, син імператора Тіберія, отруєний дружиною Лівіллою.
- 6 жовтня — В результаті повстання «Червоних брів» повалено і вбито у власному палаці 68-річного імператора Ван Мана, засновника китайської династії Сінь, котрий в 9 році прийшов до влади в результі заколоту проти імператриці з династії Хань.
- цар Боспору Аспург підкорив низку скіфських об'єднань Таврики, поставивши династом Ходарза, сина Омпсалака.
- Кастра Преторія[1]
- постала Хотан (держава)

## Померли
- 6 жовтня — Ван Ман — перший і останній китайський імператор династії Сінь, який отримав славу як узурпатор престолу династії Хань.
- Лю Сінь — китайський канонознавець, бібліограф, астроном і математик часів династії Хань.
- Луцилій Лонг — державний діяч ранньої Римської імперії, консул-суффект 7 року.
- Друз Молодший — римський політик і консул.